# 千葉県立我孫子高等学校
千葉県立我孫子高等学校（ちばけんりつ あびここうとうがっこう）は、千葉県我孫子市若松にある県立高等学校。

## 設置学科
- 普通科

## 概要
手賀沼のほとりに隣接し部活動が盛んである。教員基礎コースといった独特なコースが存在し、教育に関心を持ち将来を目指す生徒が、教員としての基礎的な素養を身に付け、夢や意欲、職業意識等を育む。大学から講師を招き、講義を実施したりする他、教育に関する講義、実習生との交流会、報告会など学校独自の取り組みを行っている。
野球は過去2回、甲子園に出場し、プロ野球などで活躍するOBが存在する。

## 教育方針
高い知性 理性的判断力をもつとともに科学約創造性に富む
豊かな情操 自他の敬愛心を持つとともに新鮮な感受性に富む
逞しい心身 強固な身体を持つとともに積極的実践性に富む

## 学校行事
我柊祭（あしゅうさい） - 文化祭

## 生徒会活動・部活動など
運動系
- 野球部
- サッカー部
- 陸上競技部
- ラグビー部
- ソフトテニス部
- 硬式テニス部
- 剣道部
- バレーボール部（男・女）
- バドミントン部（男・女）
- ハンドボール部（女）
- ソフトボール部
- バスケットボール部（男・女）
- 卓球部

文化系
- 吹奏楽部
- 地学部
- 美術部
- 書道部
- 茶道部
- 華道部
- 家庭科部
- イラスト部
- 文芸部

同好会
- 軽音楽同好会
- ワンダーフォーゲル同好会
- ESS同好会
- 合唱同好会

## 沿革
- 1970年（昭和45年）4月1日 - 開校
- 1978年（昭和53年） - 第60回全国高等学校野球選手権大会に出場
- 1991年（平成3年） - 第73回全国高等学校野球選手権大会に出場

## 著名な出身者
- 石原修治 - 元プロ野球選手
- 和田豊 - 元プロ野球選手、元阪神タイガース監督
- 仲野和男 - 元プロ野球選手
- 板沢峰生 - 元プロ野球選手
- 荒井修光 - 元プロ野球選手
- 川口亘太 - プロ野球審判員
- 山田哲也 - 競艇選手
- こおろぎさとみ - 声優
- 辻谷耕史 - 声優
- 杉本誘里 - 歌手
- 田中拓也 - 歌人
- 古今亭志ん橋 (7代目) - 落語家
- 平林美紀 - 写真家
- 鈴木彩夏 - ラグビー選手
- 清水裕正       -   実業家(家系ラーメン王道家グループ創業者)

## 交通
- JR常磐線我孫子駅より、徒歩30分（約2km）
- 坂東バス我孫子高校より、徒歩2分（約160m）